# 99. Kongress der Vereinigten Staaten
Der 99. Kongress der Vereinigten Staaten bezeichnet die Legislaturperiode von Repräsentantenhaus und Senat in den Vereinigten Staaten zwischen dem 3. Januar 1985 und dem 3. Januar 1987. Alle Abgeordneten des Repräsentantenhauses sowie ein Drittel der Senatoren (Klasse II) waren am 6. November 1984 bei den Kongresswahlen gewählt worden. Dabei ergab sich im Senat eine Mehrheit für die Republikanische Partei während die Demokratische Partei im Repräsentantenhaus die Mehrheit errang. Der Kongress tagte in der amerikanischen Bundeshauptstadt Washington, D.C. Die Sitzverteilung im Repräsentantenhaus basierte auf der Volkszählung von 1980.

## Wichtige Ereignisse
Siehe auch 1985 und 1986
- 3. Januar 1985 der neue Kongress nimmt seine Arbeit auf.
- 20. Januar 1985: Präsident Ronald Reagan wird in seine zweite Amtszeit eingeführt.
- 28. Januar 1986: Das Challenger-Unglück ist der bis dahin schwerste Unfall in der Raumfahrtgeschichte der USA. Dabei sterben alle sieben Astronauten.
- 15. April 1986: Amerikanische Luftangriffe auf Städte in Libyen als Vergeltung für den Anschlag auf die Berliner Diskothek La Belle am 5. April 1986. (Operation El Dorado Canyon).
- 21. Oktober 1986: Das Assoziierungsabkommen mit den Marshallinseln tritt in Kraft.
- 3. November 1986: Das Assoziierungsabkommen mit den Mikronesien tritt in Kraft.
- 3. November 1986: Die Iran-Contra-Affäre wird bekannt.
- 4. November 1986: Kongresswahlen in den Vereinigten Staaten. Die Demokraten erringen die Mehrheit in beiden Kongresskammern.

## Die wichtigsten Gesetze
In den Sitzungsperioden des 99. Kongresses wurden unter anderem folgende Bundesgesetze verabschiedet (siehe auch: Gesetzgebungsverfahren):
- 12. Dezember 1985: Balanced Budget and Emergency Deficit Control Act of 1985
- 17. Dezember 1985: Gold Bullion Coin Act of 1985
- 7. April 1986: Consolidated Omnibus Budget Reconciliation Act of 1985
- 19. Mai 1986: Firearm Owners Protection Act
- 1. Oktober 1986: Goldwater-Nichols Act
- 2. Oktober 1986: Comprehensive Anti-Apartheid Act
- 17. Oktober 1986: Emergency Planning and Community Right-to-Know Act
- 21. Oktober 1986: Electronic Communications Privacy Act of 1986
- 22. Oktober 1986: Tax Reform Act of 1986
- 27. Oktober 1986: Anti-Drug Abuse Act
- 31. Oktober 1986: Age Discrimination in Employment Act
- 6. November 1986: Immigration Reform and Control Act of 1986
- 17. November 1986: Water Resources Development Act of 1986

## Zusammensetzung nach Parteien

### Senat

Mehrheitsverhältnisse im Senat des 99. Kongresses
47 demokratische Senatoren
53 republikanische Senatoren

|                            | Partei (Schattierung zeigt Mehrheitspartei) | Partei (Schattierung zeigt Mehrheitspartei) | Total |   |
| -------------------------- | ------------------------------------------- | ------------------------------------------- | ----- | - |
|                            |                                             |                                             | Total |   |
| Demokraten                 | Republikaner                                | Vakant                                      | Total |   |
| Ende des 98. Kongresses    | 45                                          | 55                                          | 100   | 0 |
|                            |                                             |                                             |       |   |
| 99. Kongress Ende          | 47                                          | 53                                          | 100   | 0 |
| Beginn des 100. Kongresses | 55                                          | 45                                          | 100   | 0 |

### Repräsentantenhaus
|                            | Partei (Schattierung zeigt Mehrheitspartei) | Partei (Schattierung zeigt Mehrheitspartei) | Partei (Schattierung zeigt Mehrheitspartei) | Total |   |
| -------------------------- | ------------------------------------------- | ------------------------------------------- | ------------------------------------------- | ----- | - |
|                            |                                             |                                             |                                             | Total |   |
| Demokraten                 | Republikaner                                | Sonstige                                    | Vakant                                      | Total |   |
| Ende des 98. Kongresses    | 272                                         | 163                                         | 0                                           | 435   | 0 |
|                            |                                             |                                             |                                             |       |   |
| 99. Kongress Ende          | 254                                         | 181                                         | 0                                           | 435   |   |
| Beginn des 100. Kongresses | 258                                         | 177                                         | 0                                           | 435   |   |

Außerdem gab es noch fünf nicht stimmberechtigte Kongressdelegierte.

## Amtsträger

### Senat
- Präsident des Senats: George H. W. Bush (R)
- Präsident pro tempore: Strom Thurmond (R)

#### Führung der Mehrheitspartei
- Mehrheitsführer: Bob Dole (R)
- Mehrheitswhip: Alan K. Simpson (R)

#### Führung der Minderheitspartei
- Minderheitsführer: Robert Byrd (D)
- Minderheitswhip: Alan Cranston (D)

### Repräsentantenhaus
- Sprecher des Repräsentantenhauses: Tip O’Neill (D)

#### Führung der Mehrheitspartei
- Mehrheitsführer: Jim Wright (D)
- Mehrheitswhip: Tom Foley (D)

#### Führung der Minderheitspartei
- Minderheitsführer: Robert H. Michel (R)
- Minderheitswhip: Trent Lott (R)

## Senatsmitglieder
Im 99. Kongress vertraten folgende Senatoren ihre jeweiligen Bundesstaaten:
| Alabama - 2. Howell Heflin (D) - 3. Jeremiah Denton (R) Alaska - 2. Ted Stevens (R) - 3. Frank Murkowski (R) Arizona - 1. Dennis DeConcini (D) - 3. Barry Goldwater (R) Arkansas - 2. David Pryor (D) - 3. Dale Bumpers (D) Kalifornien - 1. Pete Wilson (R) - 3. Alan Cranston (D) Colorado - 2. William L. Armstrong (R) - 3. Gary Hart (D) Connecticut - 1. Lowell P. Weicker, Jr. (R) - 3. Chris Dodd (D) Delaware - 1. William V. Roth (R) - 2. Joe Biden (D) Florida - 1. Lawton Chiles (D) - 3. Paula Hawkins (R) Georgia - 2. Sam Nunn (D) - 3. Mack Mattingly (R) Hawaii - 1. Spark Matsunaga (D) - 3. Daniel Inouye (D) Idaho - 2. James A. McClure (R) - 3. Steve Symms (R) Illinois - 2. Paul M. Simon (D) - 3. Alan J. Dixon (D) Indiana - 1. Richard Lugar (R) - 3. Dan Quayle (R) Iowa - 2. Tom Harkin (D) - 3. Chuck Grassley (R) Kansas - 2. Nancy Landon Kassebaum (R) - 3. Bob Dole (R) Kentucky - 2. Mitch McConnell (R) - 3. Wendell Ford (D) Louisiana - 2. Bennett Johnston (D) - 3. Russell B. Long (D) Maine - 1. George J. Mitchell (D) - 2. William Cohen (R) Maryland - 1. Paul Sarbanes (D) - 3. Charles Mathias (R) Massachusetts - 1. Edward Kennedy (D) - 2. John Kerry (D) Michigan - 1. Donald W. Riegle (D) - 2. Carl Levin (D) Minnesota - 1. David Durenberger (R) - 2. Rudy Boschwitz (R) Mississippi - 1. John C. Stennis (D) - 2. Thad Cochran (R) Missouri - 1. John Danforth (R) - 3. Thomas Eagleton (D) | Montana - 1. John Melcher (D) - 2. Max Baucus (D) Nebraska - 1. Edward Zorinsky (D) - 2. J. James Exon (D) Nevada - 1. Chic Hecht (R) - 3. Paul Laxalt (R) New Hampshire - 2. Gordon J. Humphrey (R) - 3. Warren Rudman (R) New Jersey - 1. Frank Lautenberg (D) - 2. Bill Bradley (D) New Mexico - 1. Jeff Bingaman (D) - 2. Pete Domenici (R) New York - 1. Daniel Patrick Moynihan (D) - 3. Al D’Amato (R) North Carolina - 2. Jesse Helms (R) - 3. John Porter East (R) bis zum 29. Juni 1986 - Jim Broyhill (R) ab dem 14. Juli 1986 North Dakota - 1. Quentin N. Burdick (D) - 3. Mark Andrews (R) Ohio - 1. Howard Metzenbaum (D) - 3. John Glenn (D) Oklahoma - 2. David L. Boren (D) - 3. Don Nickles (R) Oregon - 2. Mark Hatfield (R) - 3. Bob Packwood (R) Pennsylvania - 1. Henry John Heinz III (R) - 3. Arlen Specter (R) Rhode Island - 1. John Chafee (R) - 2. Claiborne Pell (D) South Carolina - 2. Strom Thurmond (R) - 3. Fritz Hollings (D) South Dakota - 2. Larry Pressler (R) - 3. James Abdnor (R) Tennessee - 1. Jim Sasser (D) - 2. Al Gore (D) Texas - 1. Lloyd Bentsen (D) - 2. Phil Gramm (R) Utah - 1. Orrin Hatch (R) - 3. Jake Garn (R) Vermont - 1. Robert Stafford (R) - 3. Patrick Leahy (D) Virginia - 1. Paul S. Trible (R) - 2. John Warner (R) Washington - 1. Daniel J. Evans (R) - 3. Slade Gorton (R) West Virginia - 1. Robert Byrd (D) - 2. Jay Rockefeller (D) ab dem 15. Januar 1985 Wisconsin - 1. William Proxmire (D) - 3. Bob Kasten (R) Wyoming - 1. Malcolm Wallop (R) - 2. Alan K. Simpson (R) |

## Mitglieder des Repräsentantenhauses
Folgende Kongressabgeordnete vertraten im 99. Kongress die Interessen ihrer jeweiligen Bundesstaaten:
| Alabama 7 Wahlbezirke - 1. Sonny Callahan (R) - 2. William Louis Dickinson (R) - 3. Bill Nichols (D) - 4. Tom Bevill (D) - 5. Ronnie Flippo (D) - 6. Ben Erdreich (D) - 7. Richard Shelby (D) Alaska Staatsweite Wahl - Don Young (R) Arizona 5 Wahlbezirke - 1. John McCain (R) - 2. Mo Udall (D) - 3. Bob Stump (R) war vormals Demokrat - 4. Eldon Rudd (R) - 5. Jim Kolbe (R) Arkansas 4 Wahlbezirke - 1. William Vollie Alexander (D) - 2. Tommy F. Robinson (D) - 3. John Paul Hammerschmidt (R) - 4. Beryl Anthony, Jr. (D) Kalifornien 45 Wahlbezirke - 1. Douglas H. Bosco (D) - 2. Eugene A. Chappie (R) - 3. Bob Matsui (D) - 4. Victor H. Fazio (D) - 5. Sala Burton (D) - 6. Barbara Boxer (D) - 7. George Miller (D) - 8. Ron Dellums (D) - 9. Pete Stark (D) - 10. Don Edwards (D) - 11. Tom Lantos (D) - 12. Ed Zschau (R) - 13. Norman Mineta (D) - 14. Norman D. Shumway (R) - 15. Tony Coelho (D) - 16. Leon Panetta (D) - 17. Charles Pashayan (R) - 18. Richard H. Lehman (D) - 19. Robert J. Lagomarsino (R) - 20. Bill Thomas (R) - 21. Bobbi Fiedler (R) - 22. Carlos Moorhead (R) - 23. Anthony C. Beilenson (D) - 24. Henry Waxman (D) - 25. Edward R. Roybal (D) - 26. Howard Berman (D) - 27. Mel Levine (D) - 28. Julian C. Dixon (D) - 29. Augustus F. Hawkins (D) - 30. Matthew G. Martínez (D) - 31. Mervyn M. Dymally (D) - 32. Glenn M. Anderson (D) - 33. David Dreier (R) - 34. Esteban Edward Torres (D) - 35. Jerry Lewis (R) - 36. George Brown Jr. (D) - 37. Al McCandless (R) - 38. Bob Dornan (R) - 39. William E. Dannemeyer (R) - 40. Robert Badham (R) - 41. William David Lowery (R) - 42. Dan Lungren (R) - 43. Ron Packard (R) - 44. Jim Bates (D) - 45. Duncan Hunter (R) Colorado 6 Wahlbezirke - 1. Patricia Schroeder (D) - 2. Tim Wirth (D) - 3. Michael L. Strang (R) - 4. Hank Brown (R) - 5. Ken Kramer (R) - 6. Daniel Schaefer (R) Connecticut 6 Wahlbezirke - 1. Barbara B. Kennelly (D) - 2. Sam Gejdenson (D) - 3. Bruce Morrison (D) - 4. Stewart McKinney (R) - 5. John G. Rowland (R) - 6. Nancy Johnson (R) Delaware Staatsweite Wahl - Tom Carper (D) Florida 19 Wahlbezirke - 1. Earl Dewitt Hutto (D) - 2. Don Fuqua (D) - 3. Charles Edward Bennett (D) - 4. William V. Chappell (D) - 5. Bill McCollum (R) - 6. Buddy MacKay (D) - 7. Sam Gibbons (D) - 8. Bill Young (R) - 9. Michael Bilirakis (R) - 10. Andy Ireland (R) - 11. Bill Nelson (D) - 12. Tom Lewis (R) - 13. Connie Mack III (R) - 14. Daniel A. Mica (D) - 15. E. Clay Shaw (R) - 16. Lawrence J. Smith (D) - 17. William Lehman (D) - 18. Claude Pepper (D) - 19. Dante Fascell (D) Georgia 10 Wahlbezirke - 1. Lindsay Thomas (D) - 2. Charles Floyd Hatcher (D) - 3. Richard Ray (D) - 4. Pat Swindall (R) - 5. Wyche Fowler (D) - 6. Newt Gingrich (R) - 7. George Darden (D) - 8. J. Roy Rowland (D) - 9. Ed Jenkins (D) - 10. Doug Barnard (D) Hawaii 2 Wahlbezirke - 1. Cecil Heftel (D) bis zum 11. Juli 1986 - Neil Abercrombie (D) ab dem 20. September 1986 - 2. Daniel Akaka (D) Idaho 2 Wahlbezirke - 1. Larry Craig (R) - 2. Richard H. Stallings (D) Illinois 22 Wahlbezirke - 1. Charles Hayes (D) - 2. Gus Savage (D) - 3. Marty Russo (D) - 4. George M. O’Brien (R) bis zum 17. Juli 1986 - 5. Bill Lipinski (D) - 6. Henry Hyde (R) - 7. Cardiss Collins (D) - 8. Dan Rostenkowski (D) - 9. Sidney R. Yates (D) - 10. John Edward Porter (R) - 11. Frank Annunzio (D) - 12. Phil Crane (R) - 13. Harris W. Fawell (R) - 14. John E. Grotberg (R) bis zum 15. November 1986 - 15. Edward Rell Madigan (R) - 16. Lynn Morley Martin (R) - 17. Lane Evans (D) - 18. Robert H. Michel (R) - 19. Terry L. Bruce (D) - 20. Dick Durbin (D) - 21. Charles Melvin Price (D) - 22. Kenneth J. Gray (D) Indiana 10 Wahlbezirke - 1. Pete Visclosky (D) - 2. Philip R. Sharp (D) - 3. John P. Hiler (R) - 4. Dan Coats (R) - 5. Elwood Hillis (R) - 6. Dan Burton (R) - 7. John T. Myers (R) - 8. Frank McCloskey (D) ab dem 1. Mai 1985 - 9. Lee H. Hamilton (D) - 10. Andrew Jacobs Jr. (D) Iowa 6 Wahlbezirke - 1. Jim Leach (R) - 2. Tom Tauke (R) - 3. T. Cooper Evans (R) - 4. Neal Edward Smith (D) - 5. Jim Ross Lightfoot (R) - 6. Berkley Bedell (D) Kansas 5 Wahlbezirke. - 1. Pat Roberts (R) - 2. Jim Slattery (D) - 3. Jan Meyers (R) - 4. Dan Glickman (D) - 5. Bob Whittaker (R) Kentucky 7 Wahlbezirke - 1. Carroll Hubbard (D) - 2. William Huston Natcher (D) - 3. Romano L. Mazzoli (D) - 4. Gene Snyder (R) - 5. Hal Rogers (R) - 6. Larry Hopkins (R) - 7. Carl C. Perkins (D) Louisiana 8 Wahlbezirke - 1. Bob Livingston (R) - 2. Lindy Boggs (D) - 3. Billy Tauzin (D) - 4. Buddy Roemer (D) - 5. Jerry Huckaby (D) - 6. Henson Moore (R) - 7. John Breaux (D) - 8. Gillis William Long (D) bis zum 20. Januar 1985 - Catherine Small Long (D) ab dem 30. März 1985 Maine 2 Wahlbezirke - 1. John McKernan Jr. (R) - 2. Olympia Snowe (R) Maryland 8 Wahlbezirke - 1. Roy Dyson (D) - 2. Helen Delich Bentley (R) - 3. Barbara Mikulski (D) - 4. Marjorie Holt (R) - 5. Steny Hoyer (D) - 6. Beverly Byron (D) - 7. Parren Mitchell (D) - 8. Michael D. Barnes (D) Massachusetts 11 Wahlbezirke - 1. Silvio O. Conte (R) - 2. Edward Boland (D) - 3. Joseph D. Early (D) - 4. Barney Frank (D) - 5. Chester G. Atkins (D) - 6. Nicholas Mavroules (D) - 7. Ed Markey (D) - 8. Tip O’Neill (D) - 9. Joe Moakley (D) - 10. Gerry Studds (D) - 11. Brian J. Donnelly (D) Michigan 18 Wahlbezirke - 1. John Conyers (D) - 2. Carl Pursell (R) - 3. Howard Wolpe (D) - 4. Mark D. Siljander (R) - 5. Paul B. Henry (R) - 6. Milton Robert Carr (D) - 7. Dale E. Kildee (D) - 8. J. Bob Traxler (D) - 9. Guy Vander Jagt (R) - 10. Bill Schuette (R) - 11. Robert William Davis (R) - 12. David E. Bonior (D) - 13. George W. Crockett (D) - 14. Dennis M. Hertel (D) - 15. William D. Ford (D) - 16. John Dingell Jr. (D) - 17. Sander M. Levin (D) - 18. William Broomfield (R) Minnesota 8 Wahlbezirke - 1. Tim Penny (DFL= Democratic Farmer Labor Party) - 2. Vin Weber (R) - 3. Bill Frenzel (R) - 4. Bruce Vento (DFL) - 5. Martin Olav Sabo (DFL) - 6. Gerry Sikorski (DFL) - 7. Arlan Stangeland (R) - 8. Jim Oberstar (DFL) Mississippi 5 Wahlbezirke - 1. Jamie L. Whitten (D) - 2. Webb Franklin (R) - 3. Sonny Montgomery (D) - 4. Wayne Dowdy (D) - 5. Trent Lott (R) | Missouri 9 Wahlbezirke - 1. Bill Clay (D) - 2. Robert A. Young (D) - 3. Dick Gephardt (D) - 4. Ike Skelton (D) - 5. Alan Wheat (D) - 6. Earl Thomas Coleman (R) - 7. Gene Taylor (R) - 8. Bill Emerson (R) - 9. Harold Volkmer (D) Montana 2 Wahlbezirke - 1. John Patrick Williams (D) - 2. Ron Marlenee (R) Nebraska 3 Wahlbezirke - 1. Doug Bereuter (R) - 2. Hal Daub (R) - 3. Virginia Smith (R) Nevada 2. Wahlbezirkel - 1. Harry Reid (D) - 2. Barbara Vucanovich (R) New Hampshire 2 Wahlbezirke - 1. Robert C. Smith (R) - 2. Judd Gregg (R) New Jersey 14 Wahlbezirke - 1. James Florio (D) - 2. William J. Hughes (D) - 3. James J. Howard (D) - 4. Chris Smith (R) - 5. Marge Roukema (R) - 6. Bernard J. Dwyer (D) - 7. Matthew John Rinaldo (R) - 8. Robert A. Roe (D) - 9. Robert Torricelli (D) - 10. Peter Wallace Rodino (D) - 11. Dean Gallo (R) - 12. Jim Courter (R) - 13. Jim Saxton (R) - 14. Frank Joseph Guarini (D) New Mexico 3 Wahlbezirke - 1. Manuel Lujan (R) - 2. Joe Skeen (R) - 3. Bill Richardson (D) New York 34 Wahlbezirke - 1. William Carney (R) - 2. Thomas Downey (D) - 3. Robert Mrazek (D) - 4. Norman F. Lent (R) - 5. Raymond J. McGrath (R) - 6. Joseph Patrick Addabbo (D) bis zum 10. April 1986 - Alton R. Waldon Jr. (D) ab dem 10. Juni 1986 - 7. Gary Ackerman (D) - 8. James H. Scheuer (D) - 9. Thomas J. Manton (D) - 10. Charles Schumer (D) - 11. Ed Towns (D) - 12. Major Owens (D) - 13. Stephen J. Solarz (D) - 14. Guy Molinari (R) - 15. Bill Green (R) - 16. Charles B. Rangel (D) - 17. Theodore S. Weiss (D) - 18. Robert García (D) - 19. Mario Biaggi (D) - 20. Joseph J. DioGuardi (R) - 21. Hamilton Fish IV (R) - 22. Benjamin A. Gilman (R) - 23. Samuel S. Stratton (D) - 24. Gerald B. H. Solomon (R) - 25. Sherwood Boehlert (R) - 26. David O’Brien Martin (R) - 27. George C. Wortley (R) - 28. Matthew F. McHugh (D) - 29. Frank Horton (R) - 30. Fred J. Eckert (R) - 31. Jack Kemp (R) - 32. John J. LaFalce (D) - 33. Henry J. Nowak (D) - 34. Stan Lundine (D) North Carolina 11 Wahlbezirke - 1. Walter B. Jones Sr. (D) - 2. Tim Valentine (D) - 3. Charles Orville Whitley (D) bis zum 31. Dezember 1986 - 4. Bill Cobey (R) - 5. Stephen L. Neal (D) - 6. Howard Coble (R) - 7. Charles Grandison Rose (D) - 8. Bill Hefner (D) - 9. Alex McMillan (R) - 10. Jim Broyhill (R) bis zum 14. Juli 1986 - Cass Ballenger (R) ab dem 4. November 1986 - 11. Bill Hendon (R) North Dakota 1 Wahlbezirk (staatsweit) - 1. Byron Dorgan (D) Ohio 21 Wahlbezirke - 1. Tom Luken (D) - 2. Bill Gradison (R) - 3. Tony Hall (D) - 4. Michael Oxley (R) - 5. Del Latta (R) - 6. Bob McEwen (R) - 7. Mike DeWine (R) - 8. Tom Kindness (R) - 9. Marcy Kaptur (D) - 10. Clarence E. Miller (R) - 11. Dennis E. Eckart (D) - 12. John Kasich (R) - 13. Don Pease (D) - 14. John F. Seiberling (D) - 15. Chalmers Wylie (R) - 16. Ralph Regula (R) - 17. James Traficant (D) - 18. Douglas Applegate (D) - 19. Ed Feighan (D) - 20. Mary Rose Oakar (D) - 21. Louis Stokes (D) Oklahoma 6 Wahlbezirke - 1. James Robert Jones (D) - 2. Mike Synar (D) - 3. Wes Watkins (D) - 4. Dave McCurdy (D) - 5. Mickey Edwards (R) - 6. Glenn English (D) Oregon 5 Wahlbezirke - 1. Les AuCoin (D) - 2. Robert Freeman Smith (R) - 3. Ron Wyden (D) - 4. James H. Weaver (D) - 5. Denny Smith (R) Pennsylvania 23 Wahlbezirke - 1. Thomas M. Foglietta (D) - 2. William H. Gray (D) - 3. Robert A. Borski (D) - 4. Joseph P. Kolter (D) - 5. Richard T. Schulze (R) - 6. Gus Yatron (D) - 7. Robert W. Edgar (D) - 8. Peter H. Kostmayer (D) - 9. Bud Shuster (R) - 10. Joseph M. McDade (R) - 11. Paul E. Kanjorski (D) - 12. John Murtha (D) - 13. Lawrence Coughlin (R) - 14. William J. Coyne (D) - 15. Donald L. Ritter (R) - 16. Robert Smith Walker (R) - 17. George Gekas (R) - 18. Doug Walgren (D) - 19. William F. Goodling (R) - 20. Joseph M. Gaydos (D) - 21. Tom Ridge (R) - 22. Austin Murphy (D) - 23. William F. Clinger (R) Rhode Island 2 Wahlbezirke - 1. Fernand St. Germain (D) - 2. Claudine Schneider (R) South Carolina 6 Wahlbezirke. - 1. Thomas F. Hartnett (R) - 2. Floyd Spence (R) - 3. Butler Derrick (D) - 4. Carroll Campbell Jr. (R) - 5. John Spratt (D) - 6. Robin Tallon (D) South Dakota 1 Wahlbezirk (staatsweit) - 1. Tom Daschle (D) Tennessee 9 Wahlbezirke - 1. Jimmy Quillen (R) - 2. John Duncan Sr. (R) - 3. Marilyn Lloyd (D) - 4. Jim Cooper (D) - 5. Bill Boner (D) - 6. Bart Gordon (D) - 7. Don Sundquist (R) - 8. Ed Jones (D) - 9. Harold Ford Sr. (D) Texas 27 Wahlbezirke - 1. Sam B. Hall (D) bis zum 27. Mai 1985 - Jim Chapman (D) ab dem 3. August 1985 - 2. Charlie Wilson (D) - 3. Steve Bartlett (R) - 4. Ralph Hall (D) - 5. John Wiley Bryant (D) - 6. Joe Barton (R) - 7. William Archer Jr. (R) - 8. Jack Fields (R) - 9. Jack Bascom Brooks (D) - 10. J. J. Pickle (D) - 11. Marvin Leath (D) - 12. Jim Wright (D) - 13. Beau Boulter (R) - 14. Mac Sweeney (R) - 15. Kika de la Garza (D) - 16. Ronald D. Coleman (D) - 17. Charles Stenholm (D) - 18. Mickey Leland (D) - 19. Larry Combest (R) - 20. Henry B. Gonzalez (D) - 21. Tom Loeffler (R) - 22. Tom DeLay (R) - 23. Albert Bustamante (D) - 24. Martin Frost (D) - 25. Michael A. Andrews (D) - 26. Dick Armey (R) - 27. Solomon P. Ortiz (D) Utah 3 Wahlbezirke - 1. James V. Hansen (R) - 2. David Smith Monson (R) - 3. Howard C. Nielson (R) Vermont 1 Wahlbezirk (staatsweit) - 1. Jim Jeffords (R) Virginia 10 Wahlbezirke - 1. Herbert H. Bateman (R) - 2. G. William Whitehurst (R) - 3. Thomas J. Bliley (R) - 4. Norman Sisisky (D) - 5. Dan Daniel (D) - 6. Jim Olin (D) - 7. D. French Slaughter (R) - 8. Stanford Parris (R) - 9. Rick Boucher (D) - 10. Frank Wolf (R) Washington 8 Wahlbezirke - 1. John Ripin Miller (R) - 2. Al Swift (D) - 3. Don Bonker (D) - 4. Sid Morrison (R) - 5. Tom Foley (D) - 6. Norman D. Dicks (D) - 7. Mike Lowry (D) - 8. Rod Chandler (R) West Virginia 4 Wahlbezirke - 1. Alan Mollohan (D) - 2. Harley Staggers Jr. (D) - 3. Bob Wise (D) - 4. Nick Rahall (D) Wisconsin 9 Wahlbezirke - 1. Les Aspin (D) - 2. Robert Kastenmeier (D) - 3. Steven Gunderson (R) - 4. Jerry Kleczka (D) - 5. Jim Moody (D) - 6. Tom Petri (R) - 7. Dave Obey (D) - 8. Toby Roth (R) - 9. Jim Sensenbrenner (R) Wyoming Staatsweite Wahlen - Dick Cheney (R) |

Nicht stimmberechtigte Mitglieder im Repräsentantenhaus:
- Amerikanisch-Samoa
  - Fofó Iosefa Fiti Sunia (D)
- District of Columbia
  - Walter E. Fauntroy (D)
- Guam
  - Vicente T. Blaz (R)
- Puerto Rico:
  - Jaime Fuster
- Amerikanische Jungferninseln
  - Ron de Lugo (D)